# Multimedios La Capital (Mar del Plata)
Multimedios La Capital es un holding de medios de comunicación de la ciudad de Mar del Plata y la zona circundante, cuyo presidente es Florencio Aldrey Iglesias. Actualmente controla tres emisoras locales: LU6 Emisora Atlántica, LU9 Radio Mar del Plata y la AM 1620.

## Lista de medios pertenecientes al grupo

### Diarios
- Diario La Capital de Mar del Plata, Partido de General Pueyrredón
- Diario La Voz de Tandil
- Diario La Prensa de la ciudad autónoma de Buenos Aires
- Diario La Voz de Balcarce
- Diario La Voz de Villa Gesell y Pinamar

### Canales de TV
- Canal 2 de Mar del Plata

### Distribuidora de Señales de Televisión por Cable
- La Capital Cable (Mar del Plata y Costa Atlántica)

### Radios
- Radio Atlántica (Mar del Plata)
- AM 1620 (Mar del Plata)
- AM 1560 (Tandil)
- Atlántica Latina FM 93.3 (Mar del Plata)
- FM 96.1 (Mar del Plata)
- FM 93.9 (Villa Gesell)